# Marsan
Marsan település Franciaországban, Gers megyében. Lakosainak száma 464 fő (2022. január 1.). Marsan Nougaroulet, Aubiet, Lahitte, Leboulin, Lussan és Montégut községekkel határos.

## Népesség
A település népességének változása:
| Lakosok száma | 301  | 330  | 420  | 436  | 461  | 464  | 471  | 483  | 477  | 464  |
|               | 1968 | 1982 | 1990 | 2006 | 2013 | 2015 | 2017 | 2019 | 2020 | 2022 |